# Paolo Benetti
Paolo Benetti (Cormano, 28 aprile 1965) è un allenatore di calcio ed ex calciatore italiano, di ruolo difensore.

## Carriera

### Giocatore
Cresciuto nel Milan, vi esordisce in Serie B nella stagione 1982-1983: sarà quella l'unica presenza in rossonero.
La stagione successiva passa al Fano in C1 mentre la stagione successiva approda al Catanzaro dove rimane per tre stagioni caratterizzata da una promozione in B e dalla successiva retrocessione in C1.
Nel 1987 passa all'Ascoli dove rimane la bellezza di otto stagioni equamente spese tra serie B e Serie A dove raccoglie 99 presenze e 6 reti. Dopo la retrocessione del 1992, il Napoli mette gli occhi su di lui, ma l'allora allenatore partenopeo Claudio Ranieri si oppone per evitare malcontenti nella squadra poiché Benetti è suo cognato. Rimasto altre tre stagioni dopo questo episodio, nel 1995 passa al Siena in C1 dove disputa un'ottima stagione da titolare, che si rivela la più prolifica della sua carriera con ben 5 centri.
Dopo una fugace apparizione al Venezia in B, passa alla Triestina in C2 fino al 1998 quando passa al Carpi dove, dopo una stagione, abbandona il calcio giocato.

### Allenatore
Nel 2005 è nello staff tecnico delle giovanili della Lazio: dapprima guida i Giovanissimi sperimentali, per poi passare a dicembre sulla panchina della squadra Berretti. All'inizio della nuova stagione passa alla guida dei Giovanissimi nazionali ma viene sollevato dall'incarico a stagione in corso.
Dal 4 giugno 2007 al 18 maggio 2009, è stato assistente di Claudio Ranieri sulla panchina della Juventus. Il 2 settembre 2009 lo segue alla Roma fino al 20 febbraio 2011 e il 22 settembre 2011 all'Inter fino al 26 marzo 2012. I due hanno lavorato insieme anche nel Monaco, nella Nazionale greca, nel Leicester City e nel Nantes.
Il 14 novembre 2018, il Fulham nomina Claudio Ranieri come allenatore e anche questa volta entra nello staff come suo vice, e una volta esonerato, lo segue anche nel ritorno a Roma l'8 marzo 2019 e poi alla Sampdoria a ottobre 2019. In occasione della 32ª giornata, nella partita Udinese-Sampdoria, finita 3-1 per i blucerchiati, per la prima volta in 13 anni, Benetti sostituisce Claudio Ranieri in panchina in seguito alla sua espulsione nella giornata precedente.
Il 30 novembre 2020, in occasione di Torino-Sampdoria 2-2 (in cui lui era panchina data la squalifica di Ranieri), effettua 4 sostituzioni all'intervallo, diventando il secondo a farlo dopo Zinédine Zidane.
Il 4 ottobre 2021, dopo la nomina di Claudio Ranieri come nuovo allenatore del Watford, entra nello staff della squadra inglese come vice del tecnico romano. Il 24 gennaio 2022, dopo aver raccolto 7 punti in 13 gare e con la squadra in zona retrocessione, la società decide di cambiare ancora e di esonerare mister Ranieri e, di conseguenza, il suo staff.
Segue ancora il mister Claudio Ranieri a Cagliari da vice, dove ottiene una promozione dalla Serie B ai playoff e una salvezza miracolosa in Serie A, prima di terminare il contratto a fine stagione poiché Ranieri decide di ritirarsi come allenatore.
A novembre 2024, dopo l'esonero di Juric e vista la difficile situazione dei giallorossi, segue ancora da vice Ranieri ad un inaspettato ritorno a Roma (per la terza volta), nonostante avesse annunciato il ritiro mesi prima.

## Palmarès

### Giocatore
- Campionato italiano di Serie B: 1

Milan: 1982-1983
- Campionato italiano Serie C1: 2

Catanzaro: 1984-1985, 1986-1987